# Fiorella

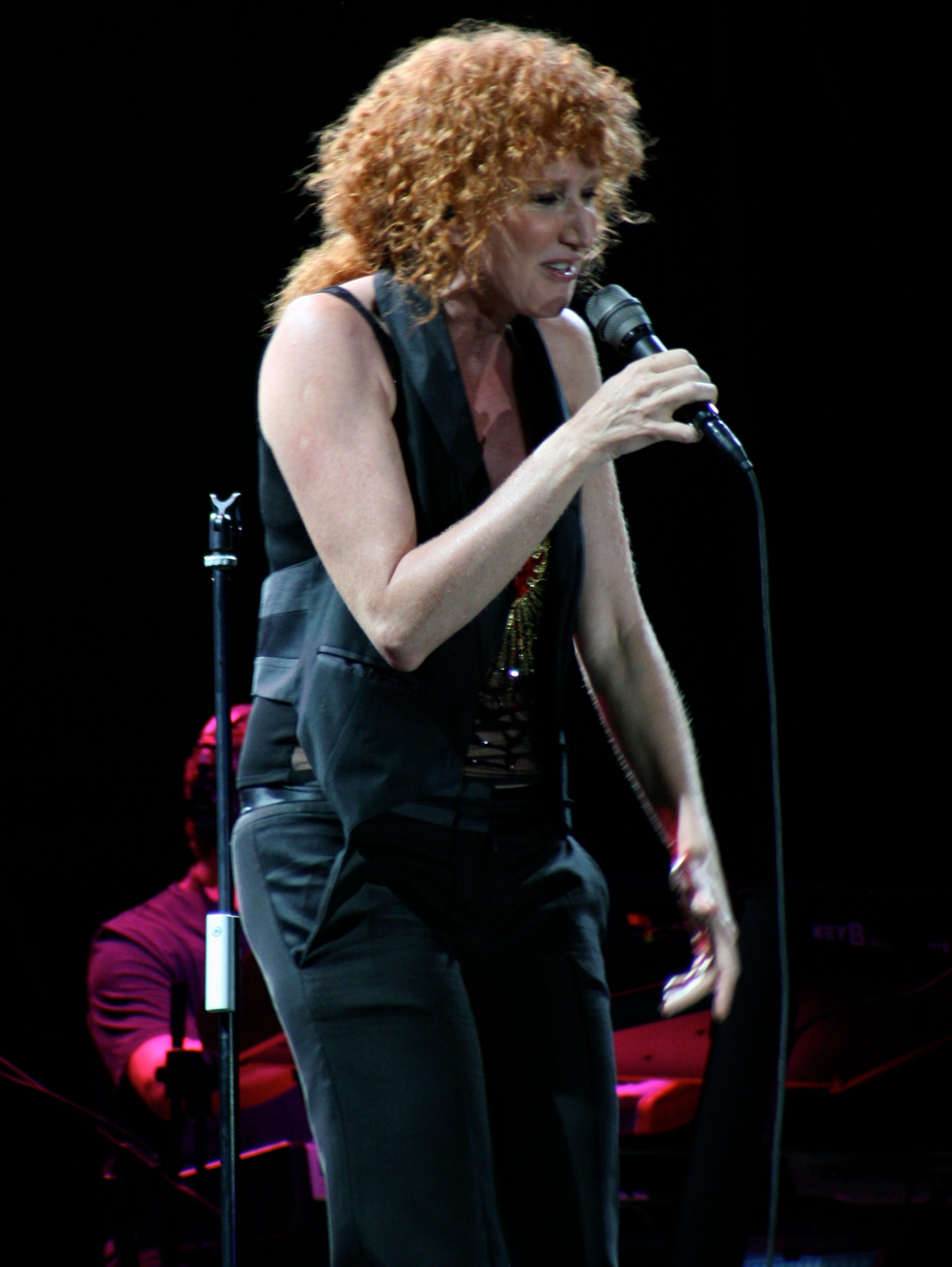
Fiorella Mannoia, 2009.

Fiorella är ett italienskt kvinnonamn som betyder liten blomma.
Den 31 december 2014 fanns det totalt 75 kvinnor folkbokförda i Sverige med namnet Fiorella, varav 42 bar det som tilltalsnamn.
Namnsdag: saknas

## Personer med namnet Fiorella
- Fiorella Mannoia, italiensk sångerska